# Robert Forster
Robert Wallace Forster Jr. (13 tháng 7 năm 1941 – 11 tháng 10 năm 2019) là một diễn viên người Mỹ, nổi tiếng với vai diễn John Cassellis trong phim Medium Cool (1969), vai Thuyền trưởng Dan Holland trong The Black Hole (1979), vai Abdul Rafai trong The Delta Force (1986) và vai Max Cherry trong Jackie Brown (1997), bộ phim giúp ông giành được đề cử giải Oscar cho Nam diễn viên phụ xuất sắc nhất. Forster từng tham gia nhiều phim khác nhau như Reflections in a Golden Eye (1967), Alligator (1980), Me, Myself & Irene (2000), Mulholland Drive (2001), The Descendants (2011), Olympus Has Fallen (2013), London Has Fallen (2016) và What They Had (2018).
Trong các phim truyền hình dài tập, ông cũng có nhiều vai diễn nổi bật như phim Banyon (1971–1973), Heroes (2007–2008) và Twin Peaks (2017). Ngoài ra, Forster còn được biết đến với vai diễn Ed Galbraith trong phim Breaking Bad (2013). Ông từng ông cũng giành Giải Sao Thổ cho vai diễn khách mời xuất sắc nhất trên phim truyền hình.

## Thời niên thiếu
Forster sinh ra ở Rochester, New York, là con trai của bà Grace Dorothy Montanarella và ông Robert Wallace Forster Sr. Mẹ ông là người Mỹ gốc Ý, còn bố ông là người gốc Anh và Ailen. Hai người ly dị năm 1949.

## Sự nghiệp
Sau khi trở nên nổi tiếng nhờ vai phụ thuyền trưởng Williams trong Reflection in a Golden Eye (1967) và vai trinh sát quân đội người Ấn Độ Nick Tana trong The Stalking Moon (1968), Forster đảm nhận vai chính trong bộ phim Medium Cool (1969). Sau khi đóng vai chính trong loạt phim truyền hình Banyon (1972) và Nakia (1974), Forster trở thành diễn viên phụ trong vài bộ phim hành động, kinh dị như The Black Hole (1979). Trong thập niên 1980, Forster đảm nhận nhiều vai chính trong các bộ phim đình đám như Alligator (1980), Vigilante (1983), The Delta Force (1986) và The Banker (1989).
Năm 1997, Forster vào vai Max Cherry trong phim Jackie Brown, bộ phim giúp ông nhận được đề cử giải Oscar cho Nam diễn viên phụ xuất sắc nhất. Đây là bộ phim đã hồi sinh sự nghiệp của Forster. Trong những năm sau đó, ông góp mặt trong nhiều bộ phim điện ảnh nổi tiếng khác như Like Mike, Mulholland Drive, Me, Myself &amp; Irene, Lucky Number Slevin và Firewall. Ông cũng góp mặt trong series phim truyền hình The Hunt for the BTK Killer và loạt phim ngắn Fastlane.
Ngoài các bộ phim trên Forster còn góp mặt trong loạt phim Heroes đình đám của đài NBC và bộ phim từng đoạt giải Emmy Breaking Bad cũng như bộ phim hài Last Man Stand của Tim Allen. Bên cạnh sự nghiệp diễn xuất, Forster còn là một diễn giả truyền cảm hứng.
Trong loạt phim Twin Peaks của mình David Lynch đã định chọn Forster cho vai diễn Cảnh sát trưởng Harry S. Truman nhưng sau đó, ông đã từ chối vì bản thân đã cam kết tham gia một phim thí điểm khác trước đó. Để rồi sau đó, ông lại chọn tham gia vào một bộ phim khác của Lynch là Mulholland Drive, một bộ phim điện ảnh được đánh giá rất cao. Sau đó, ông mới góp mặt trong phần tiếp theo của Twin Peaks mang tên Twin Peaks: The Return, đóng vai Frank Truman, anh trai của Cảnh sát trưởng Harry S. Truman.
Một trong những vai diễn cuối cùng của Forster là trong El Camino: A Breaking Bad Movie, tái hiện nhân vật Ed "Disappearer" từ loạt phim Breaking Bad. Thật trùng hợp, Forster mất đúng vào ngày bộ phim được phát hành. Ông cũng có mặt trong một tập của loạt phim truyền hình Amazing Stories, tập phim được dành tặng cho Forster nhằm tri ân ông. Robert cũng xuất hiện trong mùa 5 của loạt phim Better Call Saul.

## Đời tư
Robert kết hôn với June Provenzano từ năm 1966 đến 1975 thì ly dị. Họ có ba cô con gái, Elizabeth (sinh năm 1967), Kathrine "Kate" (sinh năm 1969) và Maeghen (sinh năm 1972). Sau cuộc hôn nhân này, ông đi bước nữa với Zivia Forster, một người đàn bà từng có con riêng. Cuộc hôn nhân này cũng chỉ kéo dài ngắn ngủi từ năm 1978 đến năm 1980. Từ năm 2004 đến khi qua đời, ông có quan hệ tình cảm với Denise Grayson.
Forster là một thành viên của Hiệp hội Triple Nine, hội những người có chỉ số IQ cao.

## Qua đời
Forster qua đời vào ngày 11 tháng 10 năm 2019, ở tuổi 78 vì căn bệnh ung thư não tại nhà riêng ở Los Angeles trong vòng tay của gia đình.